# Municipio de Fawn River
El municipio de Fawn River (en inglés: Fawn River Township) es un municipio ubicado en el condado de St. Joseph en el estado estadounidense de Míchigan. En el año 2010 tenía una población de 1477 habitantes y una densidad poblacional de 28,98 personas por km².

## Geografía
El municipio de Fawn River se encuentra ubicado en las coordenadas 41°47′24″N 85°20′45″O / 41.79000, -85.34583. Según la Oficina del Censo de los Estados Unidos, el municipio tiene una superficie total de 50.97 km², de la cual 49,69 km² corresponden a tierra firme y (2,52 %) 1,28 km² es agua.

## Demografía
Según el censo de 2010, había 1477 personas residiendo en el municipio de Fawn River. La densidad de población era de 28,98 hab./km². De los 1477 habitantes, el municipio de Fawn River estaba compuesto por el 93,97 % blancos, el 0,95 % eran afroamericanos, el 0,47 % eran amerindios, el 0,81 % eran asiáticos, el 2,1 % eran de otras razas y el 1,69 % eran de una mezcla de razas. Del total de la población el 5,75 % eran hispanos o latinos de cualquier raza.